# La Niña Delantro
La Niña Delantro, nombre artístico de Aura Ibáñez (5 de enero de 2001), es una drag queen española, conocida por competir en la cuarta temporada de Drag Race España.

## Vida y trayectoria profesional
Aura nació el 5 de enero de 2004, y desde una temprana edad acudió a clases de baile, que compaginaba con su educación en el colegio.
Durante su etapa en la ESO salió del armario como una persona no binaria. Tras su etapa en el instituto comenzó a estudiar un bachillerato artístico, y en 2022 salió del armario esta vez como mujer trans. Durante el comienzo de su transición comenzó a actuar y experimentar con el arte drag, de la mano de su entonces pareja y, actualmente, «madre drag», Eco Delantro.
En 2022 fue protagonista de un artículo en el periódico 20 Minutos, tras verse envuelta en una polémica en redes sociales al denunciar públicamente a un gimnasio después de recibir un trato tránsfobo en las instalaciones y de que se le negara el acceso a los vestidores femeninos debido a su identidad como mujer trans. Ese mismo año fue ganadora de la primera edición del concurso drag de Castellón de la Plana «Oz, esto no es Kansas».
En junio de 2023 fue la encargada, junto a Eco Delantro, de dar el pregón del Orgullo LGBT en el municipio de Moncofa. Unos días antes, el 17 de junio, actuó tras la manifestación por el día del Orgullo LGTBIAQ+ en Castellón. En julio de 2023, participó en el Orgull de Nit, evento que cerró las celebraciones por el mes del Orgullo LGTBIQ+ en Valencia.
En marzo de 2024 actuó en las fiestas de la Magdalena junto a artistas como Sharonne, Marcus Massalami y Kelly Roller. El 15 de junio fue la encargada de pronunciar el pregón artístico por el Día del Orgullo LGBT en Castellón. El 8 de septiembre fue anunciada oficialmente como una de las 12 concursantes de la cuarta temporada del programa de telerrealidad Drag Race España, versión española de RuPaul's Drag Race. El día 14 de ese mismo mes actuó en un evento oficial por el Orgullo LGBT de Castellón.
Durante su paso por Drag Race España, fue nominada para la eliminación en el primer episodio de la cuarta temporada, tras ser considerada por los jueces como una de las dos peores concursantes de la semana. Esto la llevó a enfrentarse contra Shani LaSanta, la otra nominada, en una batalla de lip sync por permanecer en el programa. Finalmente La Niña fue declarada vencedora, continuando con su paso por el programa. En el segundo episodio se vio envuelta en una pelea junto a Mariana Stars contra la también concursante Megui Yeillow, que se volvió especialmente controversial en redes sociales. Tras la emisión del episodio La Niña pidió disculpas a Megui de forma pública a través de redes sociales.
En el tercer episodio del programa participó en un reto de actuación inspirado en Aquí no hay quien viva, en homenaje a Loles León. En el cuarto episodio compitió en un reto musical, formando parte del grupo de «Las Populares» junto con las también concursantes Mariana Stars y Vampirashian. Finalmente fue nombrada la ganadora del episodio. En el quinto interpretó el papel de El Neng de Castefa en el reto del Snatch Game. En el sexto episodio, tras lo que los jueces consideraron un mal desempeño, La Niña Delantero fue nominada de nuevo a la eliminación, enfrentándose en una fatal la de lip sync contra la también nominada Chloe Vittu. Finalmente, y por primera vez en la temporada, los jueces decidieron que no hubiese ninguna eliminación, por lo que tanto Chloe Vittu como La Niña Delantero continuaron su paso por el programa. Tras el lanzamiento del episodio ambas lanzaron un remix de la canción «Mujer Loba» de Melody, con la que ambas se enfrentaron en el episodio. En el séptimo episodio se posicionó de nuevo al bottom, siendo enviada de nuevo al lip sync después de que Vampirashian revelara tener la pequeña muñeca que le garantizaba su salvación en un episodio. Debido a esto La Niña se enfrentó a Angelita la Perversa en una batalla de lip sync con la canción «Puedes contar conmigo» de María Escarmiento. Finalmente fue nombrada ganadora del lip sync y continuó su paso por el programa. En el octavo episodio del programa colaboró junto a la legendaria transformista La Otxoa en el reto principal del episodio, siendo finalmente salvada y pasando a la final de la temporada. Finalmente se decidió eliminar a una última concursante a través de la votación de las concursantes eliminadas de la temporada, quienes decidieron expulsar a La Niña, dejándola a las puertas de la final y finalizando su recorrido en el programa.

## Filmografía
- Meet the Queens (2024)
- Drag Race España (2024)[27]

## Podcast
| Año  | Título          | Presentador | Notas      | Ref.   |
| ---- | --------------- | ----------- | ---------- | ------ |
| 2024 | ¡Ay, la Caneli! | La Caneli   | 1 episodio | [ 28 ] |

## Discografía
| Año  | Título                               |
| ---- | ------------------------------------ |
| 2024 | «Mujer Loba (Remix)» con Chloe Vittu |
| 2024 | «Chaser»                             |